# Les Abrets
Les Abrets är en kommun i departementet Isère i regionen Auvergne-Rhône-Alpes i sydöstra Frankrike. Kommunen ligger i kantonen Le Pont-de-Beauvoisin som tillhör arrondissementet La Tour-du-Pin. År 2018 hade Les Abrets 3 484 invånare.

## Befolkningsutveckling
Antalet invånare i kommunen Les Abrets
Referens:INSEE